# Danny Faure
Danny Faure (Kilembe, Uganda, 8. svibnja 1962.) bivši je sejšelski predsjednik. Za predsjednika je imenovan 16. listopada 2016. godine, nakon ostavke svoga prethodnika Jamesa Michela. U braku je s Jeanine Faure. Na položaju predsjednika naslijedio ga je Wavel Ramkalawan.